# Ногара II (Верона)
Ногара II (итал. Nogara II) је насеље у Италији у округу Верона, региону Венето.
Према процени из 2011. у насељу је живело 38 становника. Насеље се налази на надморској висини од 10 м.